# Eton (Berkshire)
Eton, é uma cidade em Berkshire, Inglaterra, Reino Unido. Na cidade localiza-se uma reputada escola com o mesmo nome, o Eton College.
Situa-se à beira do Rio Tâmisa, na margem oposta a Windsor.